# Le streghe, femmes entre elles
Pour plus de détails, voir Fiche technique et Distribution.
Le streghe, femmes entre elles est un film en langue italienne réalisé par Jean-Marie Straub en 2009. Deux versions du film existent (une sous-titrée en français, l’autre non). Sous-titres français par Jacques Bontemps, Bernard Eisenschitz, Barbara Ulrich et Jean-Marie Straub. Première projection : avec la deuxième version de Itinéraire de Jean Bricard, Cinémathèque française, le 9 mars 2009. Sortie commerciale en France : avec le Genou d’Artemide et Itinéraire de Jean Bricard, sous le titre global Trois films de Jean-Marie Straub, 8 avril 2009.

## Synopsis
D’après « Le Streghe » (« Les Sorcières »), le premier des Dialoghi con Leucò (Dialogues avec Leucò, 1947) écrits par Cesare Pavese. 

## Fiche technique
- Titre : Le streghe, femmes entre elles
- Réalisation : Jean-Marie Straub
- Durée : 20 minutes
- Date de sortie : France : 8 avril 2009
- Pays de production :  France
- Image : Renato Berta, Jean-Paul Toraille, Irina Lubtchansky.
- Montage : Catherine Quesemand.
- Son : Jean-Pierre Duret, Jean-Pierre Laforce, Julien Sicart, Zaki Allal.
- Assistants Arnaud Dommerc, Mehdi Benallal, Romano Guelfi, Giulio Bursi, Maurizio Buquicchio.
- Musique Ludwig van Beethoven.
- Production : Straub-Huillet, Martine Marignac, PIERRE GRISE PRODUCTIONS, STUDIO NATIONAL DES ARTS CONTEMPORAINS (Le Fresnoy), Frédéric Papon, Blandine Tourneux, Cyrille Lauwerier, Teatro comunale di Buti.
- Laboratoire : L.T.C. Saint-Cloud

## Distribution
- Giovanna Daddi
- Giovanna Giuliani, dite "Giovanella".